# Alchornea alnifolia
Alchornea alnifolia là một loài thực vật có hoa trong họ Đại kích. Loài này được (Bojer ex Baill.) Pax & K.Hoffm. mô tả khoa học đầu tiên năm 1914.